# فردریک انگلهورن
فردریک انگلهورن (انگلیسی: Friedrich Engelhorn; ۱۷ ژوئیهٔ ۱۸۲۱ – ۱۱ مارس ۱۹۰۲) کارآفرین اهل آلمان بود، که در سال ۱۸۶۵ شرکت ب‌آاس‌اف را تأسیس کرد. این شرکت امروزه یکی از بزرگترین شرکت‌های صنایع شیمیایی جهان محسوب می‌شود.